# New Bedford (Massachusetts)
New Bedford is een plaats (city) in de Amerikaanse staat Massachusetts, en valt bestuurlijk gezien onder Bristol County.

## Geschiedenis
De stad werd in de late 17e eeuw gesticht door Quakers, op land dat Engelse kolonisten in 1652 hadden gekocht van de Wampanoag. De incorporatie vond plaats in 1787. Op dat moment was New Bedford een belangrijk centrum van walvisjacht: in 1775 lagen er tachtig grote walvisvaarders. Waar ze zich eerst nog beperkten tot Atlantische wateren, voeren ze weldra om Kaap Hoorn naar de noordelijke Stille Oceaan. Herman Melville gebruikte de havenstad in 1851 als setting voor zijn roman Moby-Dick. New Bedford was ook een centrum van abolitionisme en trok veel vrijgelaten of gevluchte slaafgemaakten aan, zoals Frederick Douglass in 1838-1841.

## Demografie
Bij de volkstelling in 2000 werd het aantal inwoners vastgesteld op 93.768.
In 2006 is het aantal inwoners door het United States Census Bureau geschat op 92.538, een daling van 1230 (−1,3%).

## Geografie
Volgens het United States Census Bureau beslaat de plaats een oppervlakte van
62,2 km², waarvan 52,1 km² land en 10,1 km² water.

## Plaatsen in de nabije omgeving
De onderstaande figuur toont nabijgelegen plaatsen in een straal van 16 km rond New Bedford.

## Geboren
- Ted Richmond (1910-2013), filmproducent
- John Tukey (1915-2000), statisticus
- Leo Major (1921-2008), Canadese beroepsmilitair en ereburger van Zwolle